# DeRuyter
 (avril 2021).
Si vous disposez d'ouvrages ou d'articles de référence ou si vous connaissez des sites web de qualité traitant du thème abordé ici, merci de compléter l'article en donnant les références utiles à sa vérifiabilité et en les liant à la section « Notes et références ».
Ne doit pas être confondu avec DeRuyter (village, New York).
DeRuyter est une ville du comté de Madison, dans l'État de New York aux États-Unis, dont la population était de 1 589 habitants lors du recensement de 2010, mais la population augmente sensiblement avec l'arrivée des résidents saisonniers du lac pendant les mois d'été. Le lac DeRuyter, qui mesure environ 2 miles de long et 1 mile de large à son point le plus large, est situé à 3 miles au nord du village.
La ville a été nommée en l'honneur de l'amiral néerlandais Michiel de Ruyter.